# 肯塔基州参议院
肯塔基参议院（英語：Kentucky Senate）是美国肯塔基总议会的上議院，共有38名议员，每届任期4年，每兩年改選半數議員。现任参议院议长为共和黨籍的羅伯特·斯蒂弗斯，于2013年1月8日上任。